# Zastava Kosova
Zastava Kosova je uradna zastava Republike Kosova, ki jo je kosovski parlament sprejel 17. februarja 2008 hkrati z razglasitvijo neodvisnosti. Na zastavi je na modrem ozadju upodobljenih šest belih zvezd, ki so nanizane v obliki loka nad zlatim obrisom ozemlja Kosova. Zvezde predstavljajo narodnostne skupine, ki živijo na Kosovu: Albance, Bošnjake, Rome, Srbe, Turke ter ena zvezda za ostale manjšine.
Zastava temelji na enem od predlogov, ki je prispel na natečaj. Natečaj je objavil parlament ter zahteval, naj zastava predstavlja vse prebivalce Kosova.
Številne države, kot so Srbija, Rusija in Kitajska, ne priznavajo kosovske države in kosovske zastave.